# Zimmerius viridiflavus
Zimmerius viridiflavus là một loài chim trong họ Tyrannidae.